# Jesse Cryor
Jesse Olden Cryor (* 12. August 1906 in Baltimore, Maryland; † 11. Januar 2006 in Hazel Crest, Illinois) war ein US-amerikanischer Blues- und Jazzsänger und Songwriter.
Jesse Olden Cryor, das älteste von sieben Kindern, erblindete in seiner Jugendzeit nach einem Verkehrsunfall. Um zum Familienunterhalt beizutragen, trat er als Unterhalter in lokalen Speakeasies auf und tourte ab 1927 mit der schwarzen Vaudeville-Tourneegruppe Drake and Walker Revue aus seiner Heimatstadt Baltimore. Eine Zeit lang trat er in New York als Solist auf; danach tourte er mit dem Will Mastin Trio und später bei dem Pianisten Bob Williams in dessen Williams and Cryor Truppe (1930–33). Ende der 1930er Jahre war er wieder als Solist aktiv und leitete auch eine eigene Band, Jesse Cryor and the Ramblin’ Rascals.
1940 heiratete er die Show-Tänzerin Laverne Wesley, die er in Los Angeles kennengelernt hatte. 1942/43 war er Vokalist in der Noble Sissle Big Band. Nach dem Ausscheiden aus Sissles Band ließ sich Cryor in Los Angeles nieder und arbeitete an der Westküste. 1946 nahm er in Los Angeles zwei Schallplatten für das Label G&G auf und wirkte an einer Session der Irving Ashby Band mit. Als Filmsänger fungierte er 1946 in dem Disney-Streifen Onkel Remus’ Wunderland als Stimme von Br’er Rabbit. In den 1940er-Jahren übernahm er unter dem Namen Jessie Cryer auch in einigen Spielfilmen Nebenrollen als Schauspieler. Als seine beruflichen Möglichkeiten in Los Angeles Ende der 1940er-Jahre weniger wurden, zog er 1950 nach Chicago.
1951 nahm er dort als Cryin Jesse für Premium Records auf („And She Cried“/„Feelin Goodie Goodie“). Cryor verließ 1952 das Musikgeschäft und arbeitete bis zu seinem Ruhestand Anfang der 1980er-Jahre als Kellner im Palmer House Hotel. Einer seiner Songs, „You've Got Me Wrong“, wurde von Billy Boy Arnold im Oktober 1955 bei seiner Session für Vee-Jay Records eingespielt. 1995 erlitt Cryor einen Schlaganfall und starb 2006 in Hazel Crest (Illinois).
Seine Tochter Phyllis M. Johnson schrieb über den letzten noch lebenden Vertreter der Vaudeville-Ära ein (bislang unveröffentlicht gebliebenes) biographisches Porträt (Jesse Cryor, 2001); Tab Smith verfasste im Januar 2006 einen Nachruf in der Chicago Sun-Times.